# Drassodex granja
Espèce
Drassodex granja est une espèce d'araignées aranéomorphes de la famille des Gnaphosidae.

## Distribution
Cette espèce est endémique de Castille-et-León en Espagne,. Elle se rencontre vers La Granja de San Ildefonso.

## Description
Le mâle mesure 9,00 mm et la femelle 9,61 mm.

## Étymologie
Son nom d'espèce lui a été donné en référence au lieu de sa découverte, La Granja de San Ildefonso.

## Publication originale
- Hervé, Roberts & Murphy, 2009 : A taxonomic revision of the genus Drassodex Murphy, 2007 (Araneae: Gnaphosidae). Zootaxa, no 2171, p. 1-28.